# MVV in het seizoen 1963/64
Het seizoen 1963/1964 was het 10e jaar in het bestaan van de Maastrichtse betaaldvoetbalclub MVV. De club kwam uit in de Eredivisie en eindigde daarin op de 11e plaats. Tevens deed de club mee aan het toernooi om de KNVB Beker, hierin werd in de eerste ronde, na verlenging, verloren van Roda JC (1–2).

## Wedstrijdstatistieken

### Eredivisie
|       | ADO   | Ajax  | Blauw-Wit | DOS   | DWS/A | Feijenoord | Fortuna '54 | Go Ahead | GVAV  | Heracles | NAC   | PSV   | Sparta | Sportclub Enschede | Volendam |
| ----- | ----- | ----- | --------- | ----- | ----- | ---------- | ----------- | -------- | ----- | -------- | ----- | ----- | ------ | ------------------ | -------- |
| Thuis | 1 – 2 | 2 – 2 | 1 – 2     | 2 – 1 | 0 – 1 | 3 – 0      | 1 – 0       | 0 – 0    | 2 – 2 | 2 – 1    | 1 – 1 | 1 – 0 | 1 – 1  | 2 – 2              | 3 – 1    |
| Uit   | 2 – 1 | 3 – 1 | 1 – 2     | 1 – 1 | 1 – 0 | 4 – 1      | 9 – 1       | 1 – 1    | 1 – 3 | 1 – 0    | 5 – 1 | 2 – 3 | 3 – 1  | 2 – 1              | 1 – 1    |

### KNVB Beker
| 1e ronde                                     | Roda JC                               | 2 – 1 (0 – 1, 1 – 1) Na verlenging | MVV        |
| 29 september 1963 Plaats: Kerkrade Kaalheide | Tijn van Lier 70' Pierre Kusters 108' |                                    | 9' Mat Loo |

## Statistieken MVV 1963/1964

### Eindstand MVV in de Nederlandse Eredivisie 1963 / 1964
| Stand | Gespeeld | Gewonnen | Gelijk | Verloren | Punten | Doelpunten voor | Doelpunten tegen |
| ----- | -------- | -------- | ------ | -------- | ------ | --------------- | ---------------- |
| 11e   | 30       | 9        | 9      | 12       | 27     | 40              | 53               |

### Topscorers
| #      | Naam            | Goal |
| ------ | --------------- | ---- |
| 1.     | Chris Coenen    | 9    |
| 2.     | Giel Haenen     | 6    |
| 2.     | Nico Mares      | 6    |
| 4.     | Henk Brinkhuis  | 3    |
| 4.     | Henny Fey       | 3    |
| 4.     | Michel Thal     | 3    |
| 7.     | Gerard Bühler   | 2    |
| 7.     | Wil Houwers     | 2    |
| 7.     | Bert Willems    | 2    |
| 10.    | René Ceulen     | 1    |
| 10.    | Jan Druyts      | 1    |
| 10.    | Laurent van Kan | 1    |
| 10.    | Mat Loo         | 1    |
| Totaal | Totaal          | 40   |

| #      | Naam    | Goal |
| ------ | ------- | ---- |
| 1.     | Mat Loo | 1    |
| Totaal | Totaal  | 1    |

## Voetnoten
ADO ·
Ajax ·
Blauw-Wit ·
DOS ·
DWS ·
Sportclub Enschede ·
Feijenoord ·
Fortuna '54 ·
Go Ahead ·
GVAV ·
Heracles ·
MVV ·
NAC ·
PSV ·
Sparta ·
Volendam